# آریلینا آرا
آریلینا آرا (به انگلیسی: Arilena Ara) (زاده ۱۸ ژوئیه ۱۹۹۸) خواننده آلبانیایی است.
او نماینده آلبانی در یوروویژن ۲۰۲۰ بود ولی این مسابقات به دلیل دنیاگیری کووید-۱۹ برگزار نشد.